# Arrondissement de la Trinité
L'arrondissement de la Trinité est une division administrative française créée en 1965, située dans la collectivité territoriale de Martinique.
Le code Insee de cet arrondissement est 9722.

## Composition

### Création en 1965
L'arrondissement de La Trinité est créé au 18 septembre 1965 par le décret du 15 septembre 1965.

### Cantons

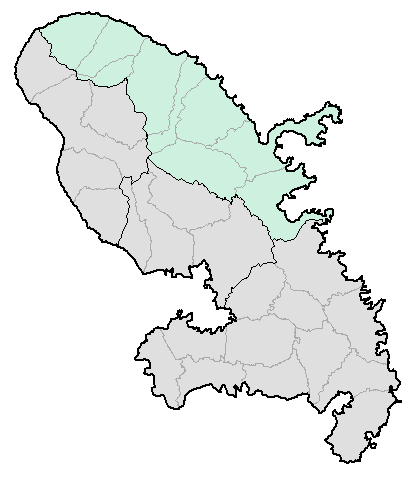
Arrondissement de la Trinité. Son découpage correspondait aux cantons lorsqu'ils comprenaient une ou plusieurs communes ou aux communes quand elles étaient divisées en cantons.

Jusqu'à la mise en place de la collectivité territoriale unique, le 1er janvier 2016, l'arrondissement comportait onze cantons :
- Canton de L'Ajoupa-Bouillon - (commune) ;
- Canton de Basse-Pointe - (commune) ;
- Canton de Gros-Morne - (commune) ;
- Canton du Lorrain - (commune) ;
- Canton de Macouba - (plusieurs) ;
- Canton du Marigot - (commune) ;
- Canton du Robert-1-Sud - (fraction) ;
- Canton du Robert-2-Nord - (fraction) ;
- Canton de Sainte-Marie-1-Nord - (fraction) ;
- Canton de Sainte-Marie-2-Sud - (fraction) ;
- Canton de La Trinité - (commune).

Légende :
(commune) : canton correspondant à une commune entière ;

(fraction) : canton limité à une fraction de commune ;

(plusieurs) : canton composé de plusieurs communes.

### Découpage communal depuis 2015
Depuis 2015, le nombre de communes des arrondissements varie chaque année soit du fait du redécoupage cantonal de 2014 qui a conduit à l'ajustement de périmètres de certains arrondissements, soit à la suite de la création de communes nouvelles. Le nombre de communes de l'arrondissement de la Trinité reste quant à lui inchangé depuis 2015 et égal à 10.
Au 1er janvier 2024, l'arrondissement groupe les 10 communes suivantes :
1. L'Ajoupa-Bouillon
2. Basse-Pointe
3. Grand'Rivière
4. Gros-Morne
5. Le Lorrain
6. Macouba
7. Le Marigot
8. Le Robert
9. Sainte-Marie
10. La Trinité

## Démographie
En 2022, l'arrondissement comptait 73 301 habitants.
| 1961   | 1967   | 1974   | 1982   | 1990   | 1999   | 2006   | 2011   | 2016   |
| ------ | ------ | ------ | ------ | ------ | ------ | ------ | ------ | ------ |
| 72 464 | 76 653 | 77 161 | 73 488 | 78 922 | 85 006 | 87 066 | 84 018 | 78 937 |

| 2021   | 2022   | - | - | - | - | - | - | - |
| ------ | ------ | - | - | - | - | - | - | - |
| 73 291 | 73 301 | - | - | - | - | - | - | - |

### Remarque
Attention : les données antérieures à 1965 correspondent aux cantons qui composent actuellement l'arrondissement de la Trinité, et non à l'arrondissement en tant qu'entité administrative, puisque celui-ci n'existait pas avant le décret n° 65-290 du 15 septembre 1965.